# Oakland (Oregon)
Pour les articles homonymes, voir Oakland.
Oakland est une municipalité américaine située dans le comté de Douglas en Oregon. Lors du recensement de 2010, sa population est de 927 habitants.

## Géographie
Située sur la Calapooya Creek (en), la municipalité s'étend sur 0,73 mille carré (1,89 km2).

## Histoire
En 1846, la famille de Josephus A. Cornwell s'implante près de l'emplacement actuel d'Oakland. La localité devient un important centre d'échange pour la région, recevant notamment le courrier en provenance de Portland. Le chemin de fer atteint la ville en 1872 et un nouveau bourg est construit, à un mile de l'ancien site (Old Town). Oakland devient une municipalité le 17 octobre 1878.
La localité est nommée en référence aux forêts de chênes (en anglais : oaks) qui l'entourent, notamment celle où fut construite sa première poste.
Oakland est la première ville inscrite sur le registre historique de l'Oregon en 1968. Son centre historique est également inscrit au Registre national des lieux historiques depuis 1979,.

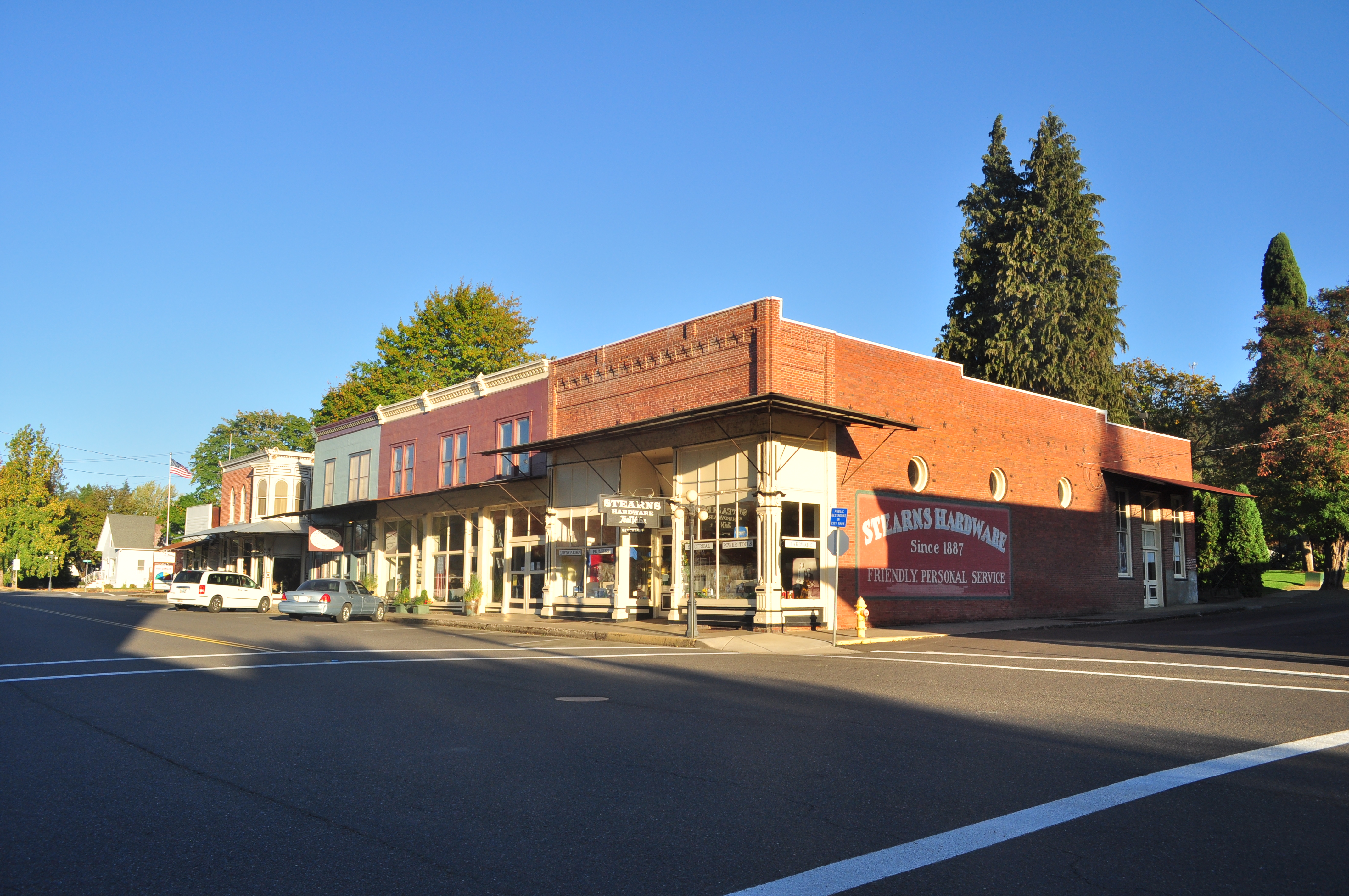
Plusieurs monuments historiques, dont le Stearns Hardware et la Hunt House
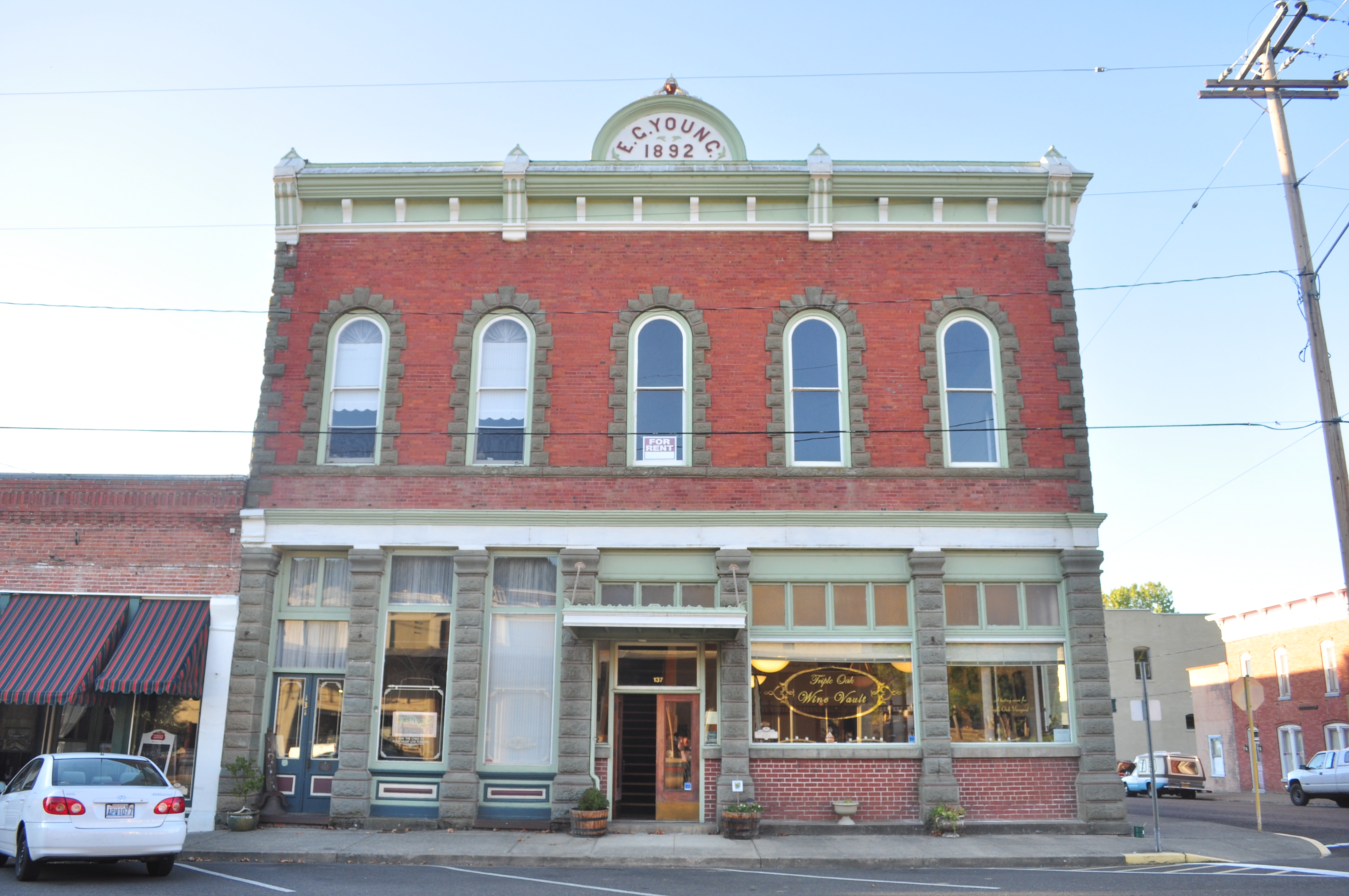
La banque E.C. Young
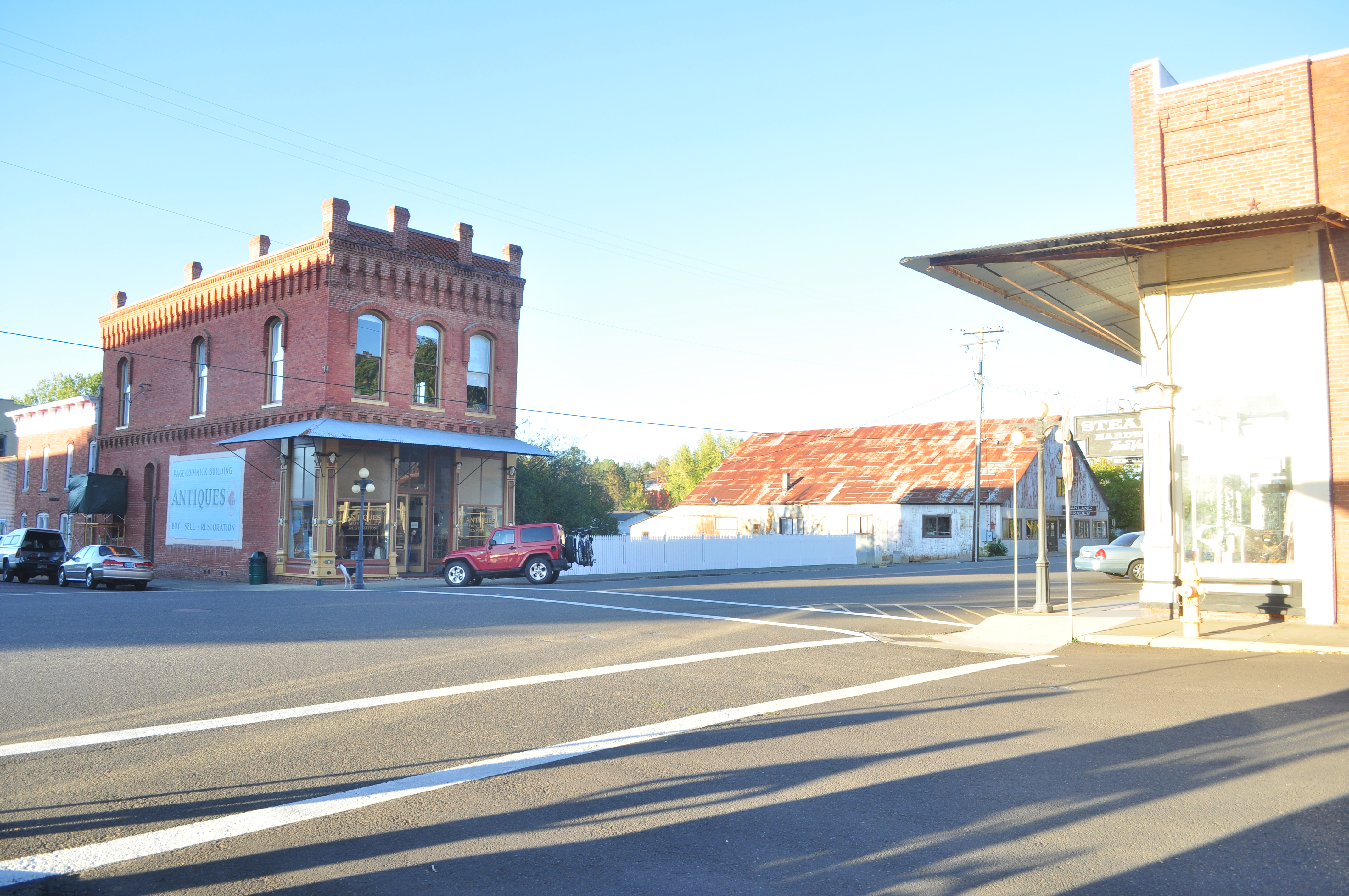
Le Page and Dimmick Building (gauche) et la Kelley & Pinkeston's Livery Stable (droite)